# La Cygne
La Cygne és una població dels Estats Units a l'estat de Kansas. Segons el cens del 2005 tenia 1.146 habitants.

## Demografia
Segons el cens del 2000, La Cygne tenia 1.115 habitants, 459 habitatges, i 294 famílies. La densitat de població era de 309,7 habitants/km².
Dels 459 habitatges en un 31,8% hi vivien nens de menys de 18 anys, en un 53,4% hi vivien parelles casades, en un 7,4% dones solteres, i en un 35,9% no eren unitats familiars. En el 30,9% dels habitatges hi vivien persones soles el 18,1% de les quals corresponia a persones de 65 anys o més que vivien soles. El nombre mitjà de persones vivint en cada habitatge era de 2,38 i el nombre mitjà de persones que vivien en cada família era de 3.
Per edats la població es repartia de la següent manera: un 26,3% tenia menys de 18 anys, un 6,8% entre 18 i 24, un 27,7% entre 25 i 44, un 21,8% de 45 a 60 i un 17,4% 65 anys o més.
L'edat mediana era de 37 anys. Per cada 100 dones de 18 o més anys hi havia 83,1 homes.
La renda mediana per habitatge era de 34.479$ i la renda mediana per família de 44.118$. Els homes tenien una renda mediana de 30.900$ mentre que les dones 19.803$. La renda per capita de la població era de 15.880$. Entorn del 5% de les famílies i el 9,2% de la població estaven per davall del llindar de pobresa.

## Poblacions més properes
El següent diagrama mostra les poblacions més properes.